# 基拉·阿波斯托尔
基拉·阿波斯托尔（羅馬尼亞語：Chira Apostol，1960年6月1日—），罗马尼亚女子赛艇运动员。她曾代表罗马尼亚参加1984年夏季奥林匹克运动会赛艇比赛，获得女子四人单桨有舵手金牌。